# Hagen Baden
Hagen Baden byla česká punková kapela na počátku 90. let 20. století. Její nejvýraznější postavou byl frontman skupiny Tři sestry Lou Fanánek Hagen. I přes poměrně krátkou dobu existence stihli vydat 2 studiová alba.

## Členové
- Lou Fanánek Hagen (zpěv)
- David Matásek (kytara)
- Jakub Maleček (baskytara)
- Ronald Seitl (kytara)
- Martin Roubínek (bicí)

## Diskografie
- Hagen Baden (1992)
- Ahoj kluci (1993)